# Polynoina noronhensis
Polynoina noronhensis är en ringmaskart som beskrevs av Ernst Ferdinand Nolte 1936. Polynoina noronhensis ingår i släktet Polynoina och familjen Polynoidae. Inga underarter finns listade i Catalogue of Life.